# Шыгырдан
Шыгырда́н (чув. Шăнкăртам, тат. Шыгырдан) — село в Батыревском районе Чувашской Республики, административный центр Шыгырданского сельского поселения.

## География
Село расположено на правом берегу реки Була непосредственно к западу от райцентра — села Батырево, от которого отделено федеральной автомагистралью А151 Цивильск—Ульяновск.

## История
В архивных документах об образовании села Шыгырдан встречаются разные данные, но близко к действительности подходит конец XIV — начало XV веков.
По другим источникам село основано в конце 1620-х годов. Основателем были служилые люди из Касимовского ханства.
В 1780 году в Казанской губернии было образовано Симбирское наместничество с 13 уездами, деревня Шихирдан вошла в Буинский уезд.
В 1859 году деревня Шихарданы входила во 2-й стан, между Алатырским и Курмышским коммерческими трактами, Буинского уезда Симбирской губернии, имелась магометанская мечеть, поташный завод, становые квартиры.
В 1868 году в селе насчитывалось 376 дворов, 2276 человек.
В 1939 году село переименовано в Чкаловское — в честь советского лётчика Валерия Чкалова. 19 января 1994 года Указом Президиума Верховного Совета Чувашской Республики, по ходатайству Батыревского районного и Чкаловского сельского Советов народных депутатов восстановлено историческое название села — Шыгырдан.

## Население
| 1979 | 2002  | 2010  | 2012  | 2021  |
| ---- | ----- | ----- | ----- | ----- |
| 5312 | ↘5059 | ↗5418 | ↘5396 | ↘5282 |

По данным Всероссийской переписи населения 2002 года, преобладающая национальность — татары (97 %).

## Инфраструктура
На территории села расположены: СХПК «Дуслык», Шыгырданская средняя общеобразовательная школа № 1, Шыгырданская средняя общеобразовательная школа имени Феизова, детские сады «Ромашка» и «Сандугач», Духовное Управление Мусульман Чувашской Республики, Дом культуры, Медресе «Гулистан», отделение связи, сельская библиотека, магазины.

## Памятники и памятные места
- Памятник «Воин-освободитель» в память о погибших жителях села (ул. Ленина)[11].

## Религия
В селе пять мечетей

## Уроженцы
- Крганов, Альбир Рифкатович — Муфтий ЦРО Духовное Управление Мусульман г. Москвы и Центрального региона «Московский Муфтият» и муфтий ДУМ Чувашской Республики. Член Общественной палаты Российской Федерации. Российский мусульманский религиозный и общественный деятель.
- Садальский, Станислав Юрьевич — Народный артист Грузии и Чувашии, заслуженный артист РСФСР. Почётный житель города Канаш (2008).
- Тазетдинов, Минсеит Тимергалиевич — советский и российский спортсмен, борец греко-римского стиля. Мастер спорта международного класса, чемпион СССР и Европы 1984 года, обладатель кубка мира 1984 и 1985 годов, серебряный призёр чемпионата Европы и чемпионата мира 1985 года.
- Тухфетуллов Бедертдин Садретдинович — полный кавалер ордена Славы.
- Феизов, Энвер Зиатдинович — доктор философских наук (1993), профессор (1994). Действительный член Международной академии информатизации (1995).
- Якушев, Зефер Рафаилович — мастер спорта международного класса по греко-римской борьбе, победитель кубка мира по греко-римской борьбе (1993), чемпион России (1993, 1994, 1996).